# Odeska Narodowa Biblioteka Naukowa
Odeska Narodowa Biblioteka Naukowa (ukr. Одеська національна наукова бібліотека) – publiczna biblioteka znajdująca się w Odessie, założona w 1829. Jest to pierwsza biblioteka publiczna otwarta na terytorium dzisiejszej Ukrainy.  

## Historia
Biblioteka została założona w 1829, a jej początkowe zbiory liczyły około 5 tysięcy woluminów. Szybki rozwój kolekcji spowodował konieczność kilkukrotnej zmiany siedziby.
Znaczący wpływ na działalność biblioteki miała instytucja kuratorstwa. Szczególną rolę odegrał hrabia Mychajło Tołstoj, honorowy obywatel Odessy i opiekun biblioteki w latach 1897–1919. Dzięki jego wsparciu instytucja nawiązała współpracę z wieloma zagranicznymi bibliotekami, rozpoczęła publikację drukowanych katalogów i umocniła swoją pozycję jako ośrodek kultury.
W 1924 została oficjalnie uznana za instytucję naukową. W 1930 doszło do fuzji z biblioteką naukową Odeskiego Uniwersytetu Państwowego oraz z Ukraińską Biblioteką im. Tarasa Szewczenki. Powstała wówczas instytucja przyjęła nazwę Odeskiej Państwowej Biblioteki Naukowej. W 1941, na mocy dekretu Prezydium Rady Najwyższej Ukraińskiej SRR, bibliotece nadano imię Maksima Gorkiego.

### Współczesność
W 2015 zbiory biblioteki liczyły ponad 5 milionów woluminów, w tym około 200 000 rzadkich i unikatowych wydań. Biblioteka pełni dziś funkcję ważnego ośrodka badań humanistycznych, a także stanowi jedno z kluczowych miejsc kulturalnych Odessy i całego regionu południowej Ukrainy.